# Karun
Karun (perz. کارون) je najduža, vodom najbogatija i jedina plovna rijeka u Iranu.
Izvor rijeke nalazi se na padinama Zard-Kuha, planine u gorju Zagrosa odnosno pokrajini Čahar-Mahal i Bahtijari. Rijeka se proteže dužinom od 829-890 km i ulijeva se u Arvand-Rud kod iranskog grada Horamšahera u Huzestanu. U Karun pritječu brojne manje rijeke od kojih su najveće Vanak, Bazuft, Hersan i Dez, a najveći obalni gradovi Šuštar, Ramin, Vejs, Ahvaz i Horamšaher. Potonja dva grada ujedno su i neke od najznačajnijih iranskih luka. Karun je u starom vijeku bio poznat pod imenom Pasitigris, a poistovjećuje ga se i s biblijskom rijekom Pišon (jedna od četiri rajske rijeke). Plivanje donjim tokom Karuna smatra se opasnim jer u rijeku iz Perzijskog zaljeva odnosno Arvand-Ruda često ulaze morski psi.

## Brane
Na Karunu je podignuto niz brana: Šahid Abaspur (Karun-1) (1976.), Masdžed Sulejman (2001.), Karun-3 (2004.), Karun-4 (2010.) i Gotvand (u izgradnji).
- (hrv.) Zemljovid i shematski razvedeni presjek projekata glavnih brana na porječju Karuna